# 미국 공군의 주요 사령부 목록
이 목록은 미국 공군의 주요사령부(Major Command (MAJCOM))의 목록이다. 주요사령부는 미국 공군부의 바로 아래, 서수 공군 바로 윗단계로 분류되는 사령부를 가리킨다.

## 목록

### 현재

현재의 주요 사령부
공중전투사령부
교육훈련사령부
공군지구권타격사령부
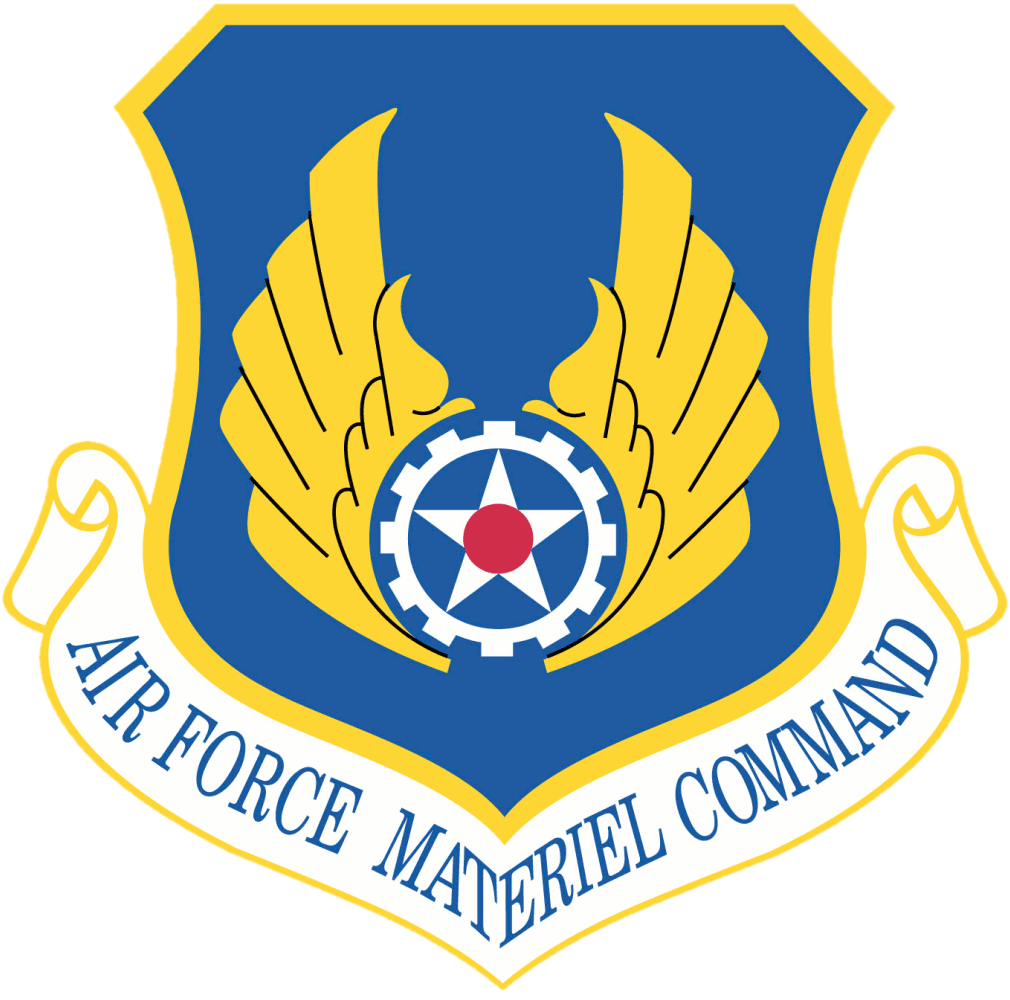
공군물자사령부
공군예비군사령부
공군특수작전사령부
공중기동사령부
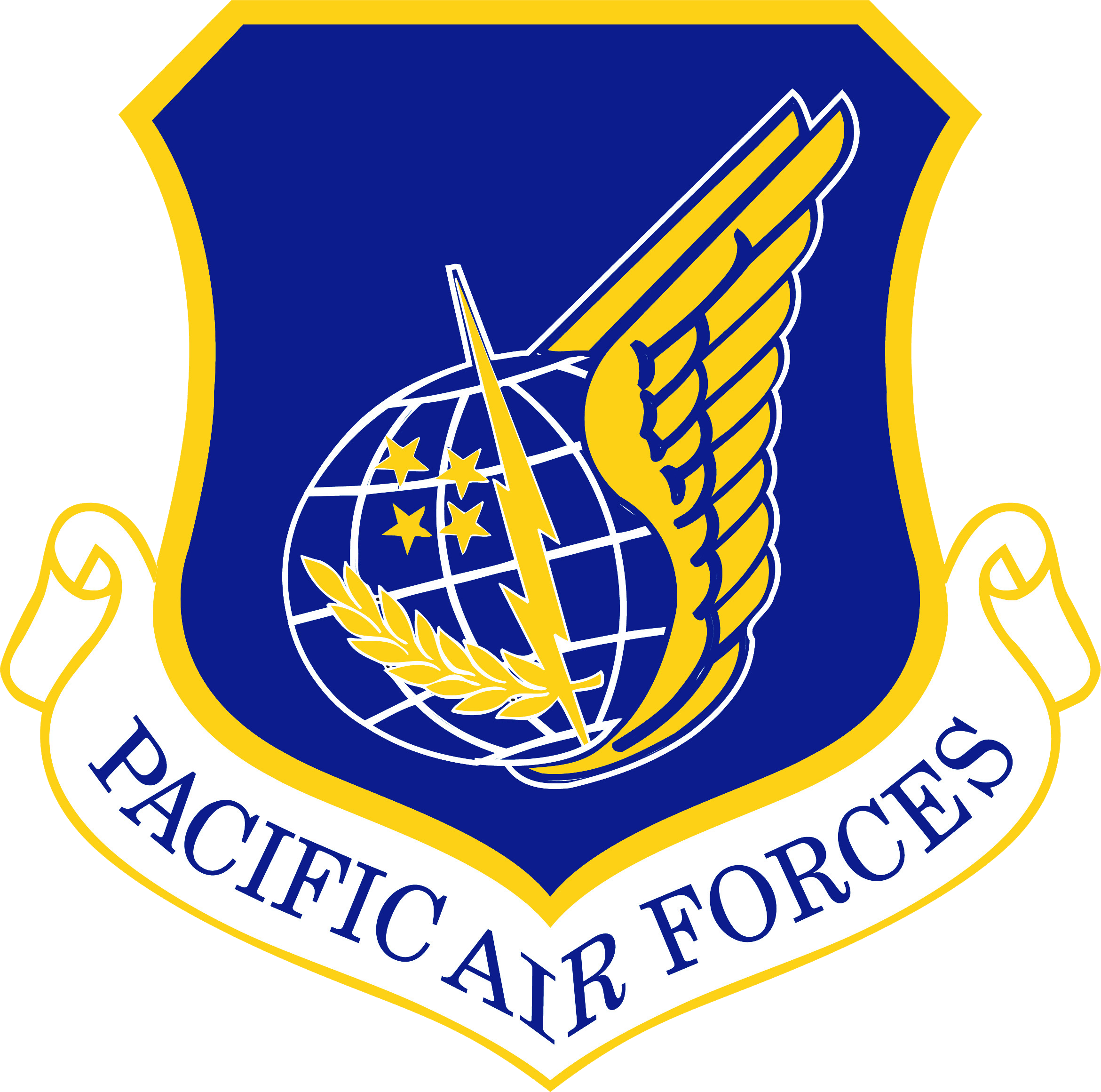
미국 태평양 공군
미국 유럽 공군
미국 아프리카 공군

### 이전

옛날의 주요 사령부
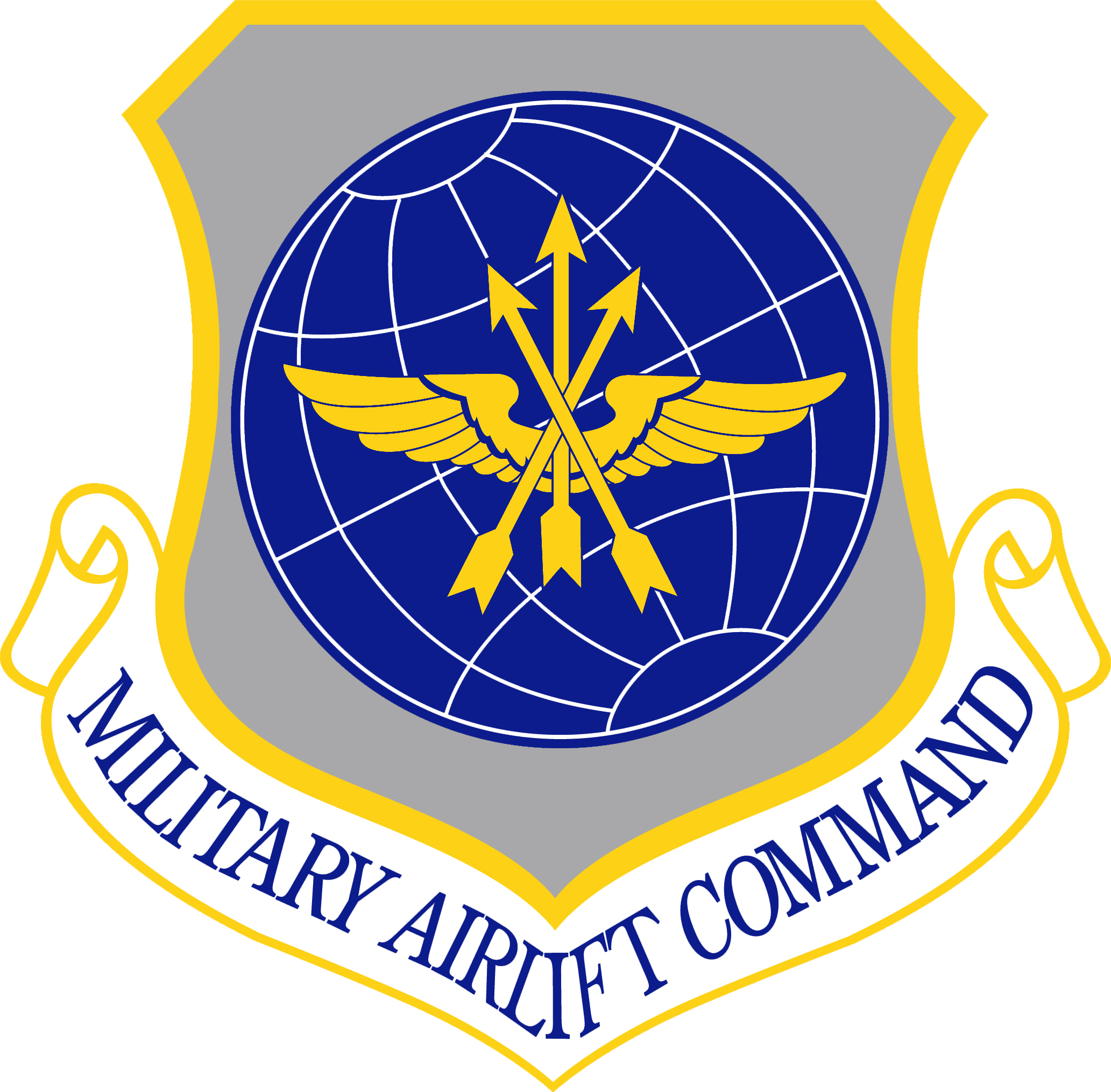
군사항운사령부 (1966–1992)
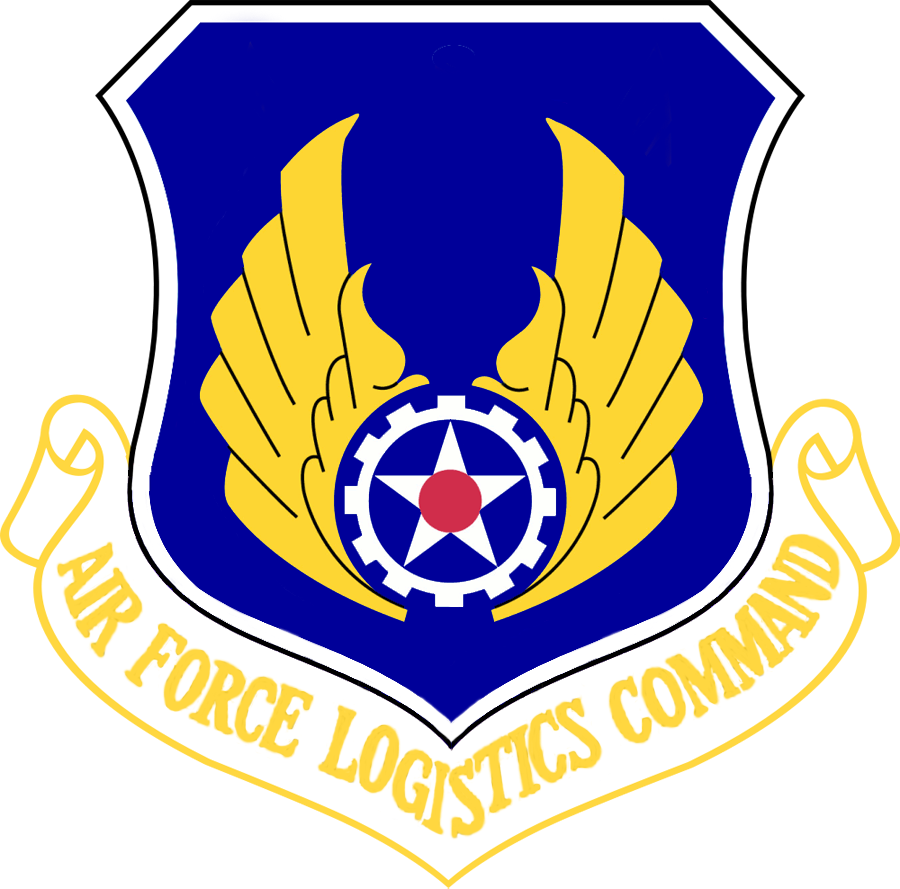
공군군수사령부 (1944–1992)
공군교신사령부 (1961–1991)
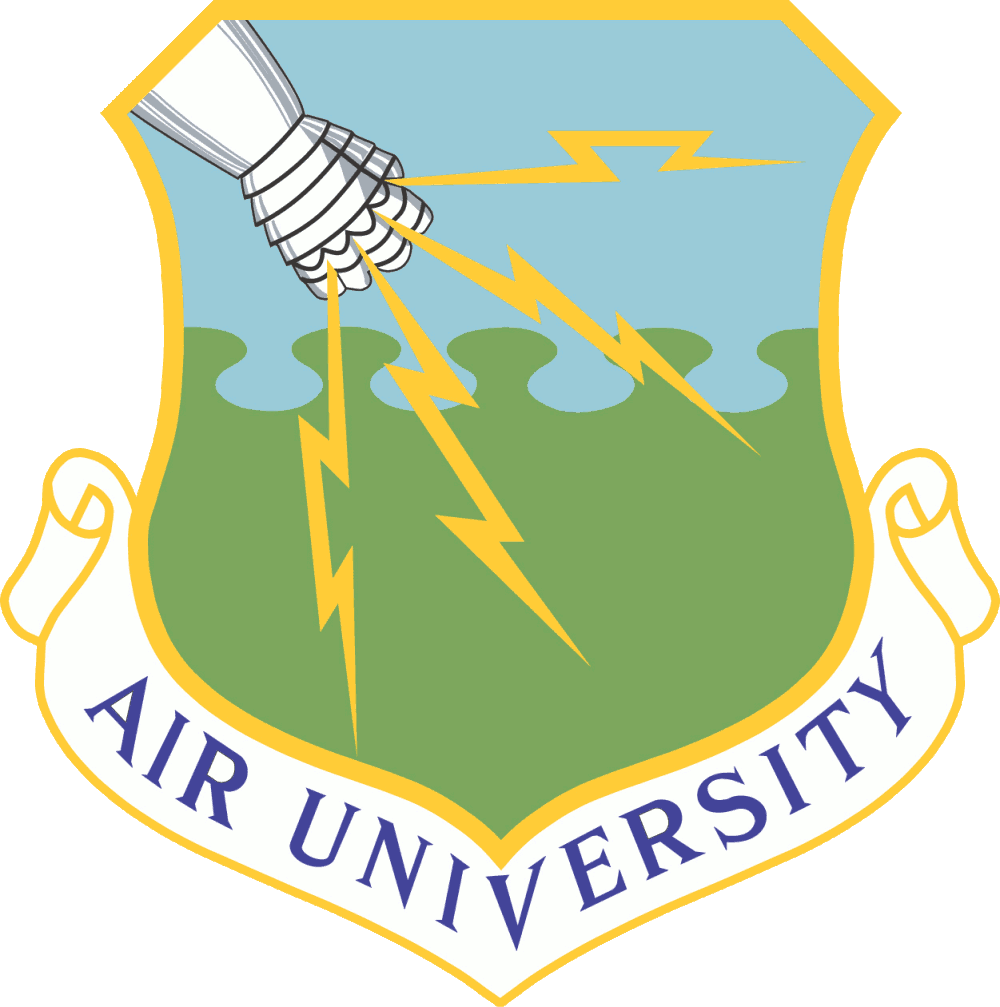
공군대학교 (1920–1993)
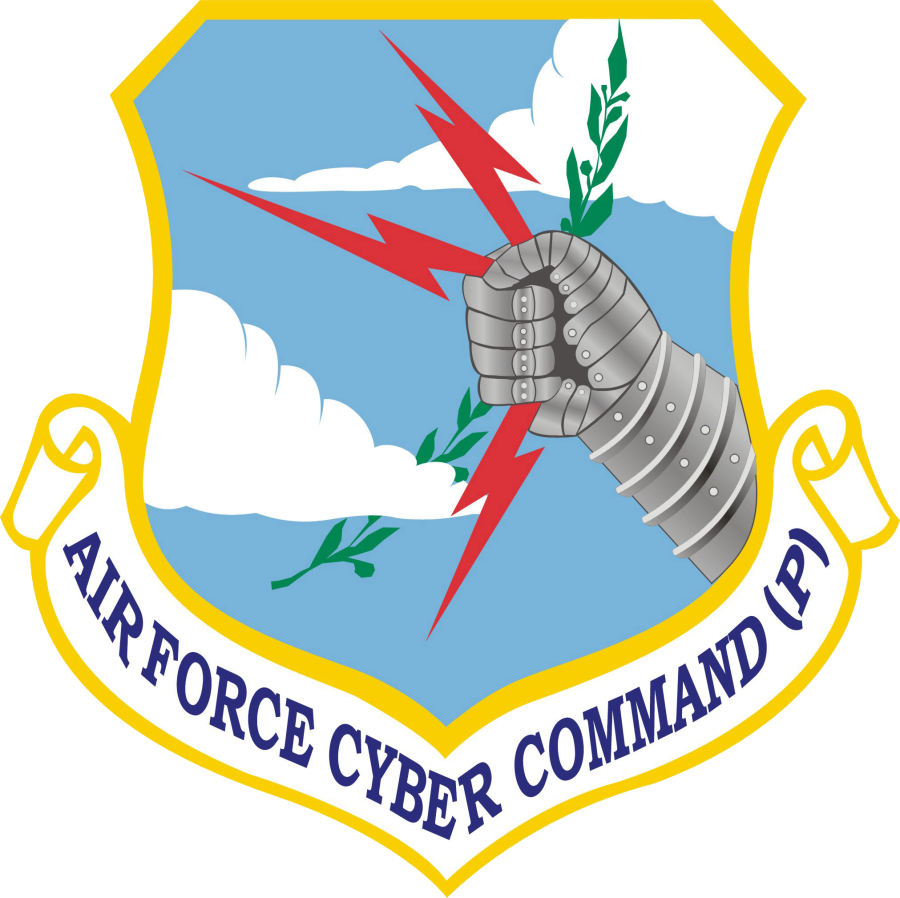
공군사이버사령부 (임시) (2007–2008)
공군우주사령부 (1982–2019)
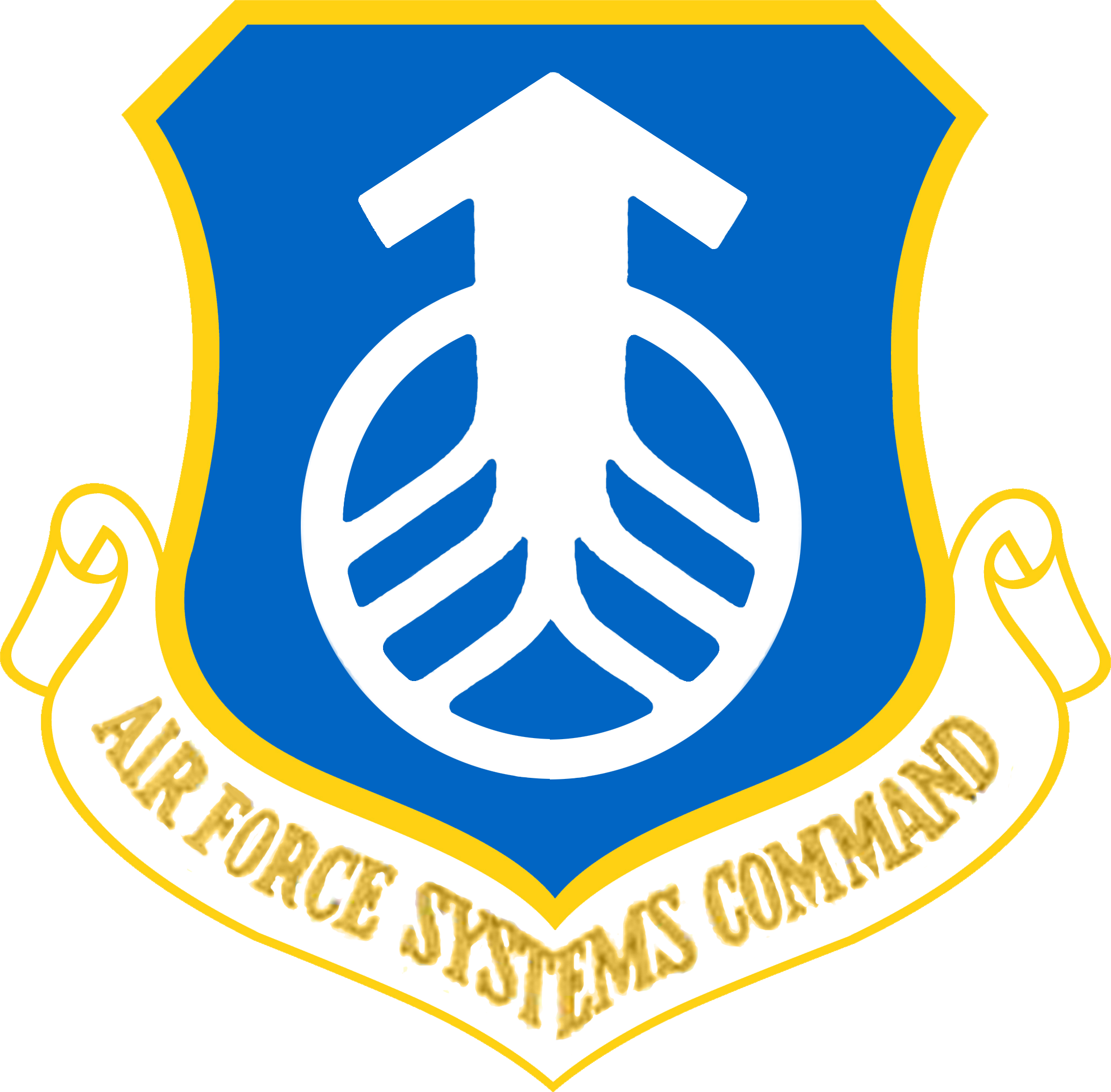
공군체계사령부 (1950–1992)
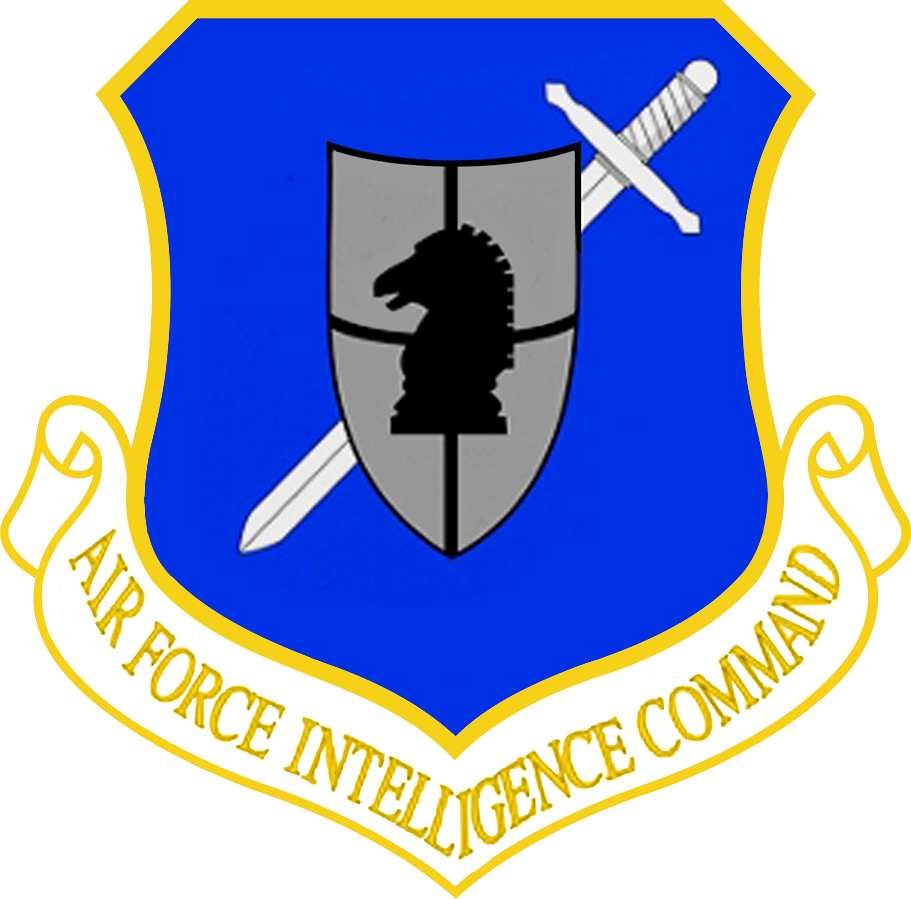
공군첩보사령부 (1948–1993)
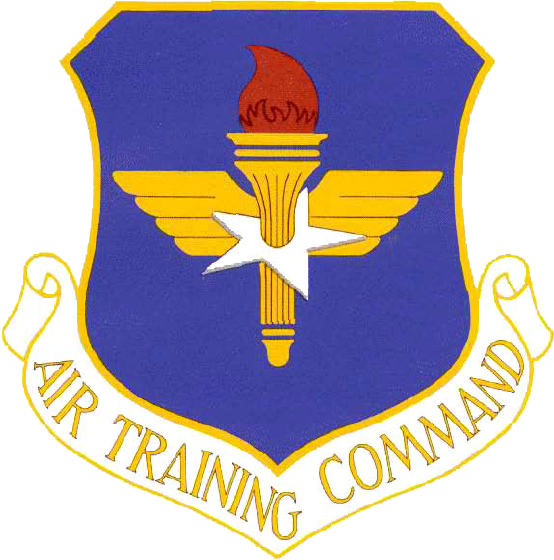
공군훈련사령부 (1946–1993)
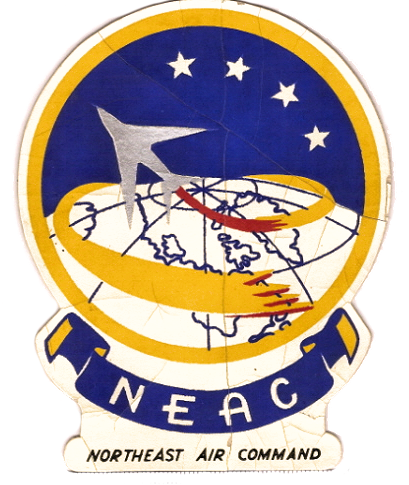
동북공군사령부 (1950–1957)
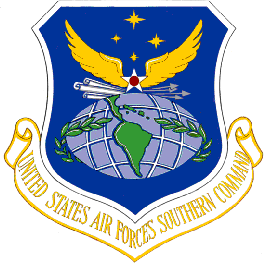
미국 공군 남부사령부 (1940–1976)
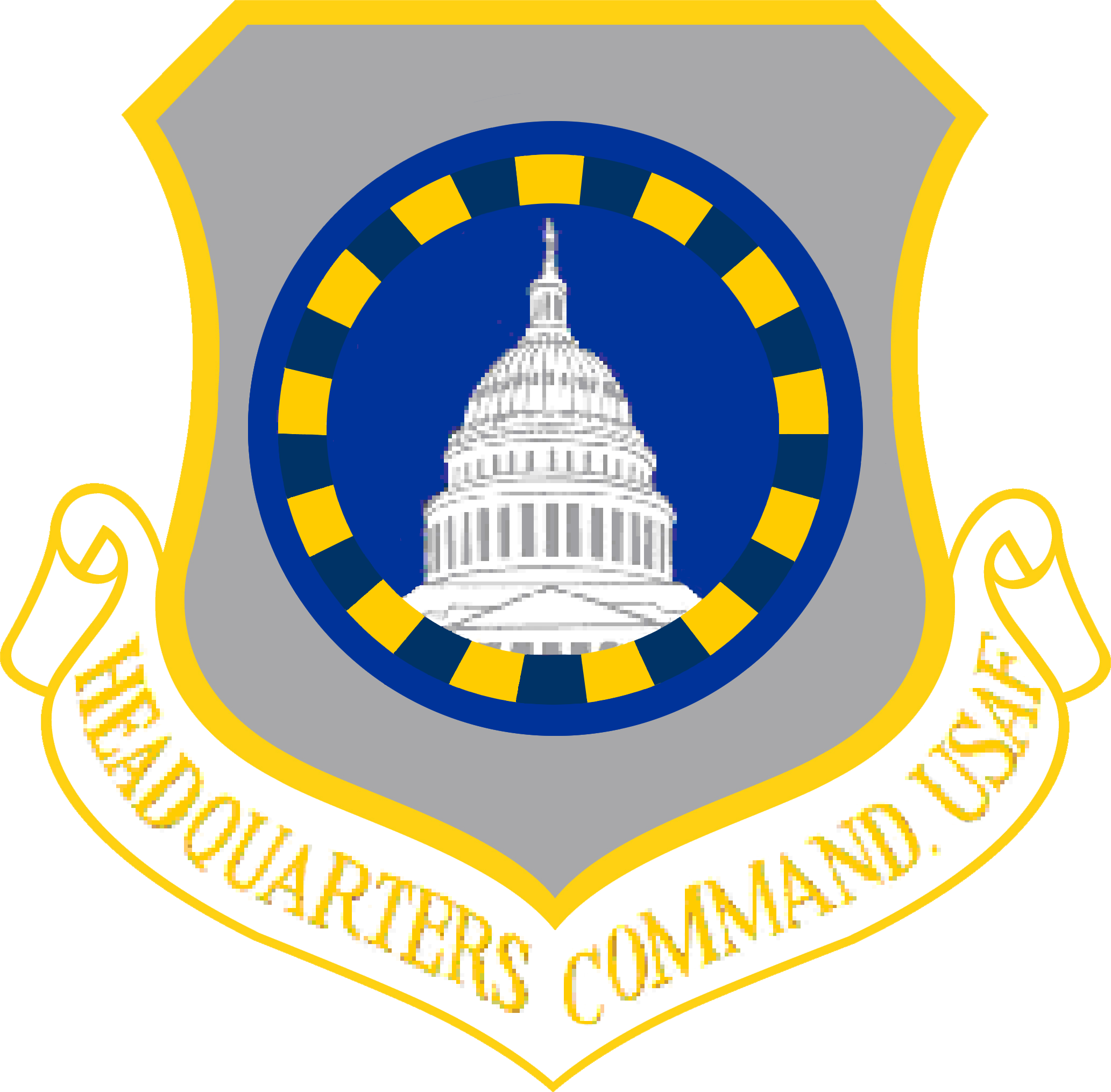
USAF 본부사령부 (1946–1976)
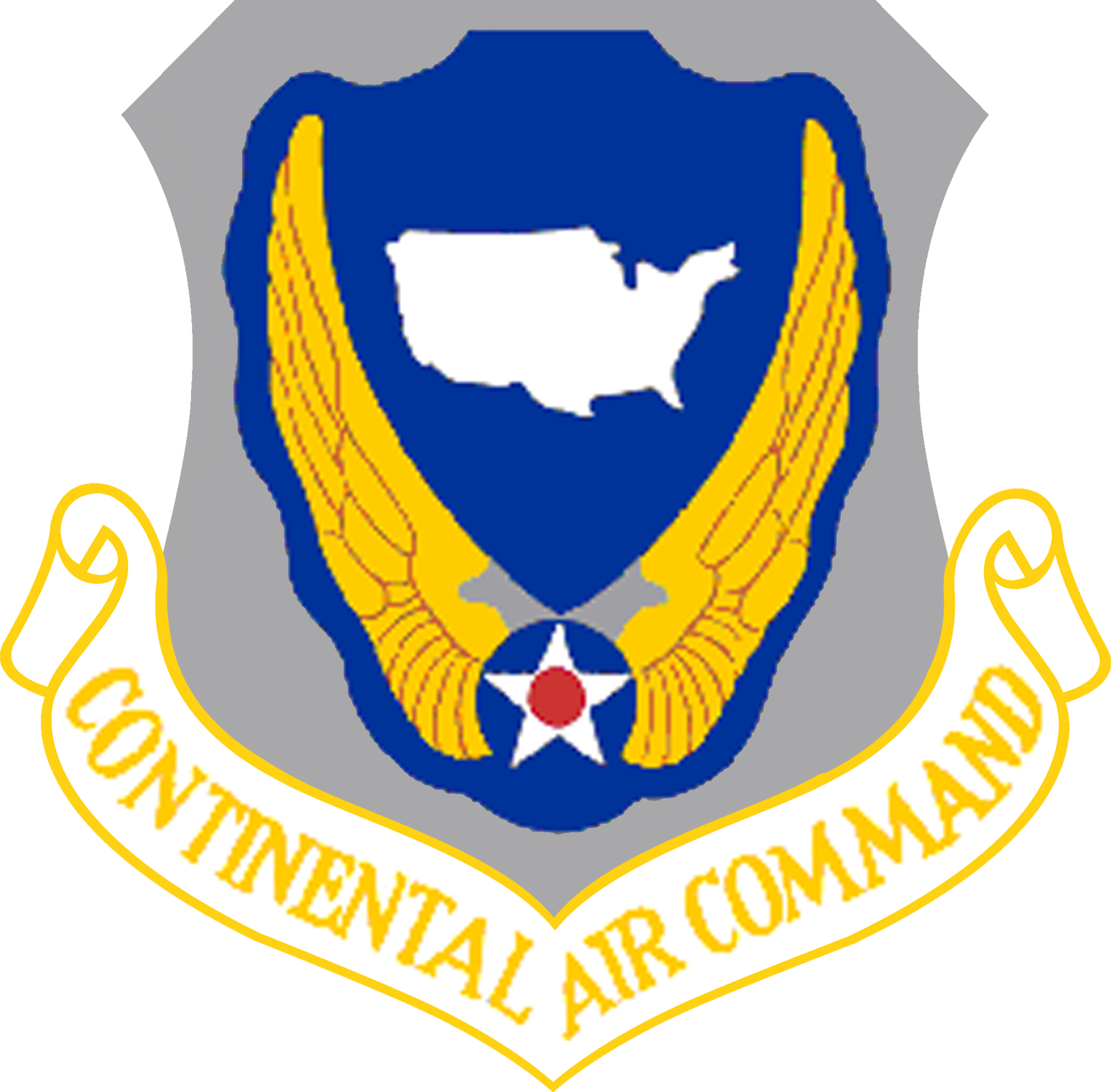
본토공군사령부 (1948–1968)
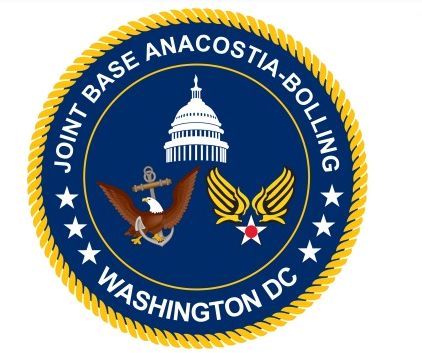
볼링필드 사령부 (1946-1958)
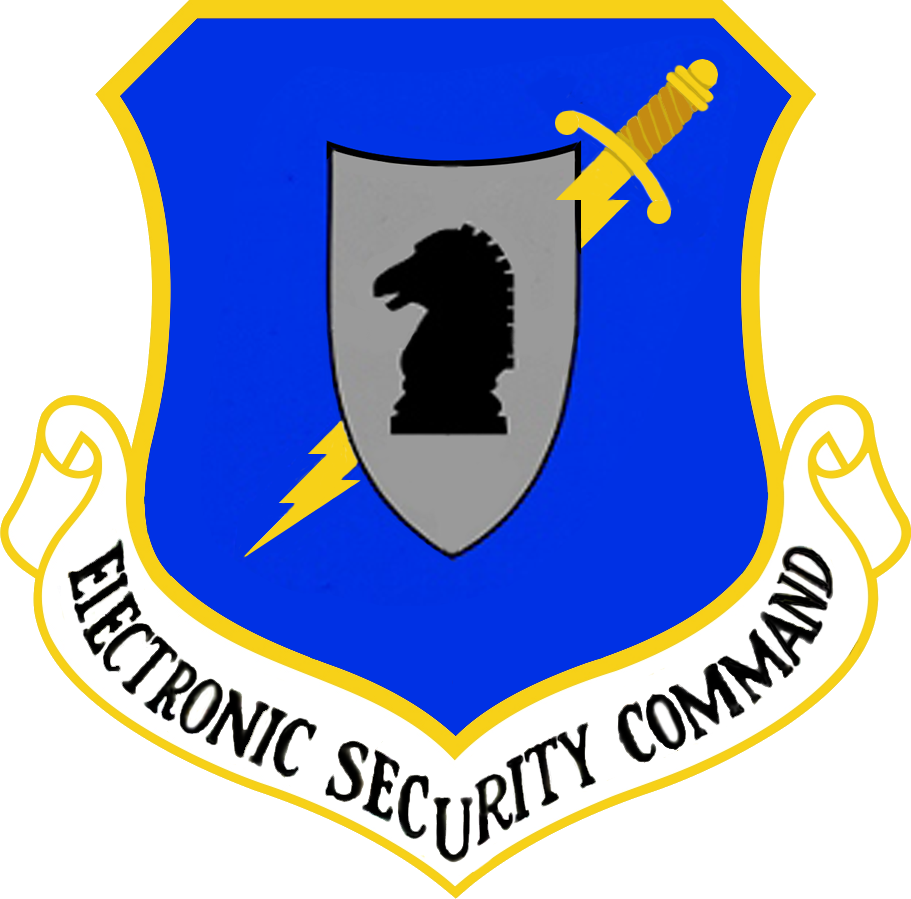
전자보안사령부 (1948–1993)
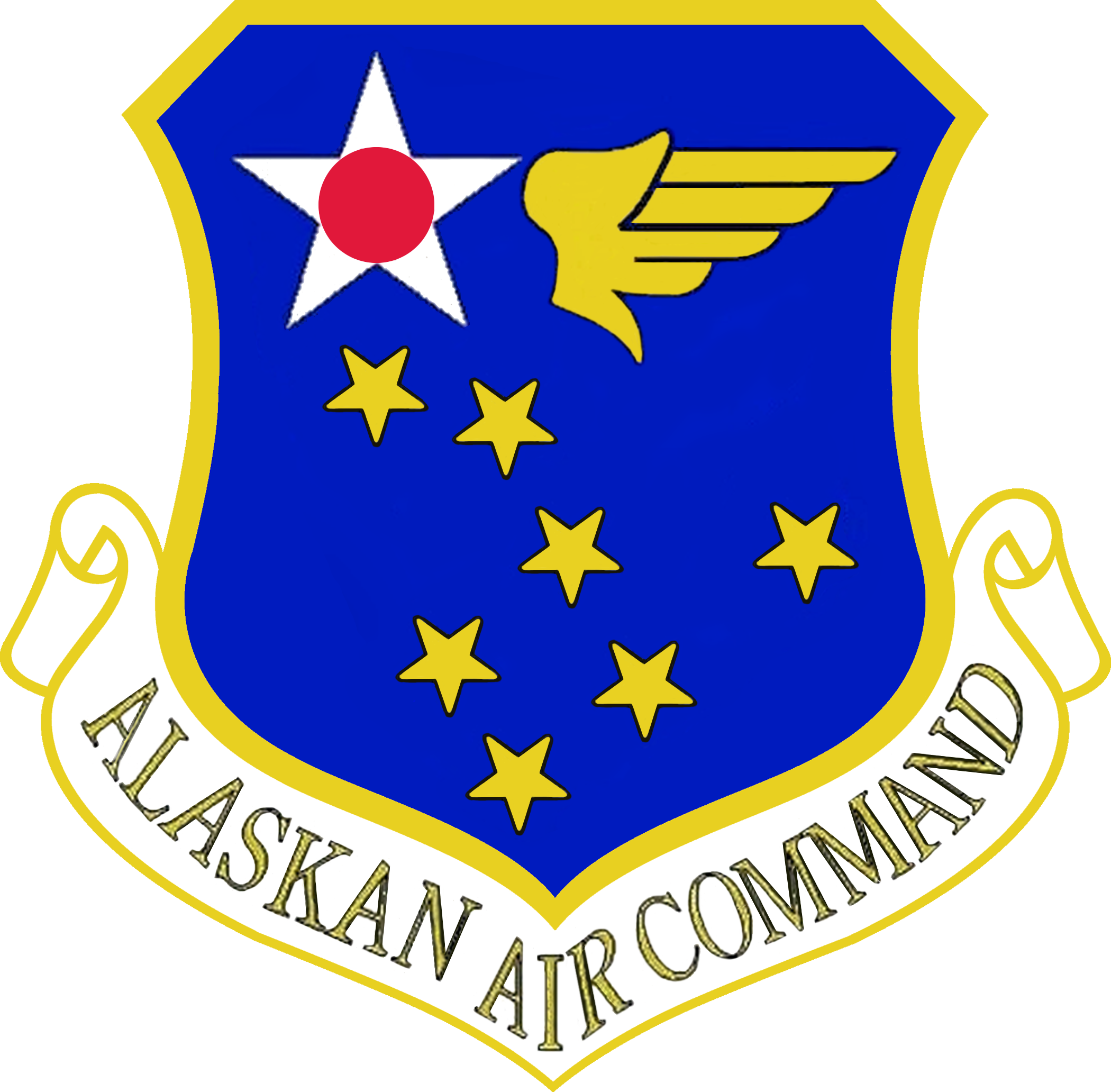
알래스카 공군사령부 (1945–1990)
전략공군사령부 (1946–1992)
전술공군사령부 (1946–1992)
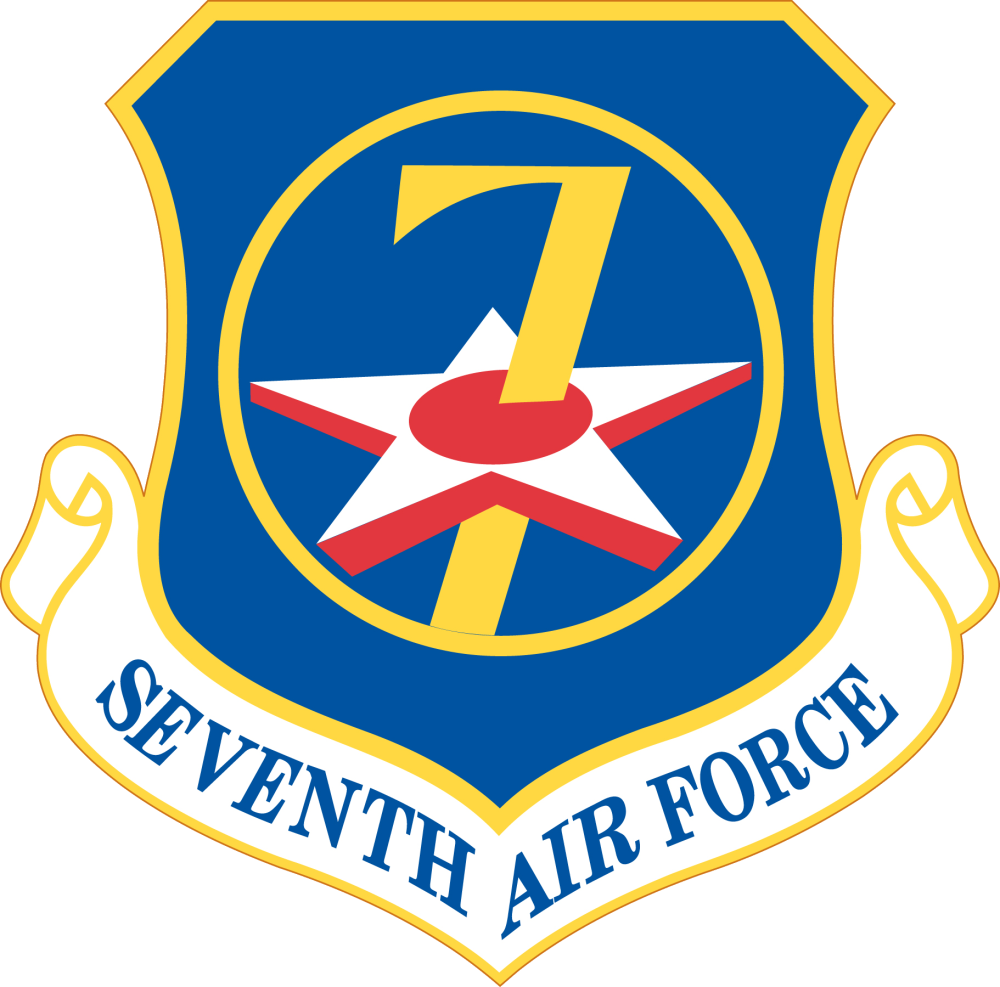
태평양 항공사령부 (1946–1949)
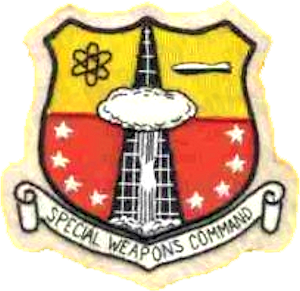
특수무기사령부 (1949–1952)
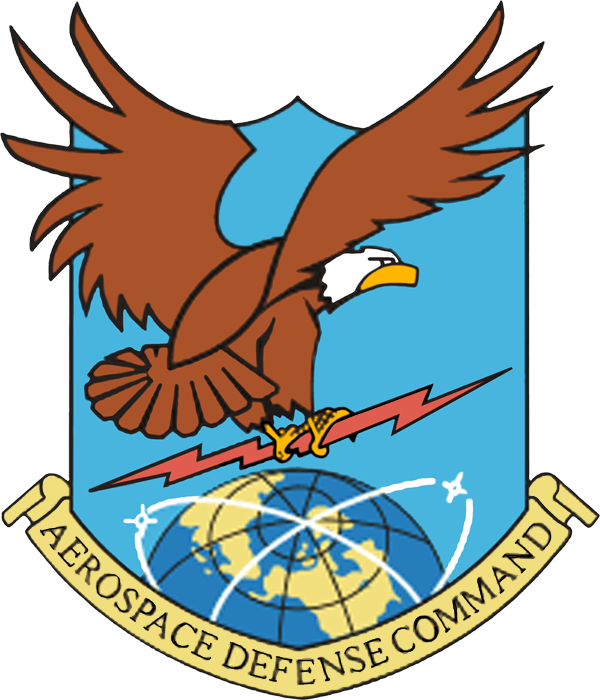
항공우주방위사령부 (1946–1950; 1951–1980)